# Atabaque
Pour les articles homonymes, voir ilu.

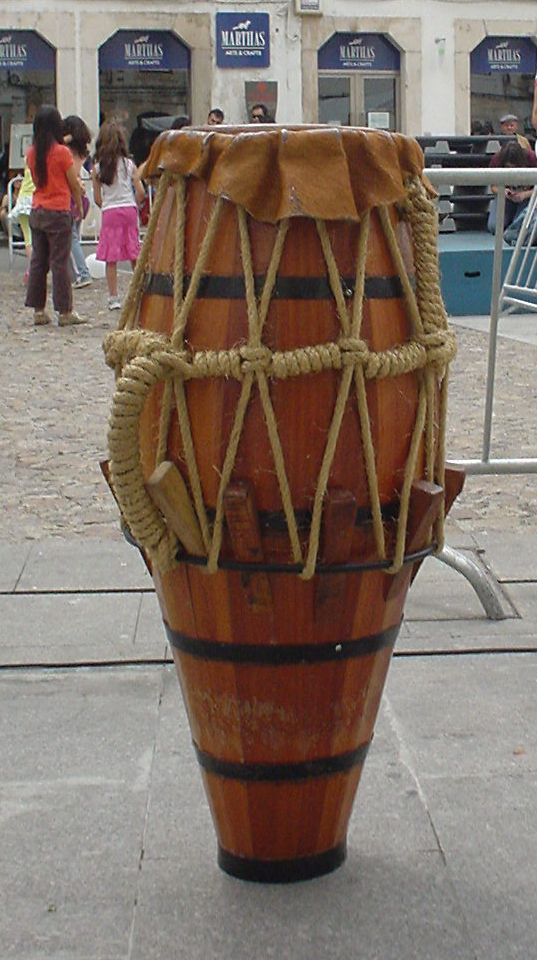
Atabaque

Un atabaque ou ilu est un instrument de percussion utilisé dans diverses formes musicales du Nordeste du Brésil, notamment le candomblé dans diverses activités comme la samba ou la capoeira. Cet instrument d'origine africaine (voir Batá) ou arabe, est un des premiers instruments qui furent introduits dans le jeu de la capoeira. 

## Facture
L'instrument se présente comme un long tambour conique (sa base est souvent posée sur un support et est beaucoup plus fine que son sommet), composé de larges bandes de bois exotiques (jacaranda, cèdre, acajou), serrées les unes contre les autres grâce à des cerclages de fer de différents diamètres. Sa fabrication est similaire à celle des tonneaux. Une peau de bœuf est tendue au sommet, fixée par des cordelettes.
Il existe trois tailles d’atabaque ∶ le plus grand, et donc le plus grave, est appelé rum ; le plus petit et le plus aigu, lê, et celui de taille moyenne, rum-pi.
On appelle aussi ilu un type de tambours en tonneau à deux membranes, joués avec des baguettes.

## Jeu
Un seul atabaque est utilisé dans la capoéra, mais on en utilise trois au moins dans le candomblé. Étant donné qu'il s'agit d'un instrument puissant, il faut prendre garde à ne pas couvrir le son des autres instruments.
Un des meilleurs percussionnistes d'atabaque est le brésilien Romario Principal Itacare.